# Allium elmaliense
Allium elmaliense là một loài thực vật có hoa trong họ Amaryllidaceae. Loài này được Deniz & Sümbül mô tả khoa học đầu tiên năm 2004.